# Малла (царство)

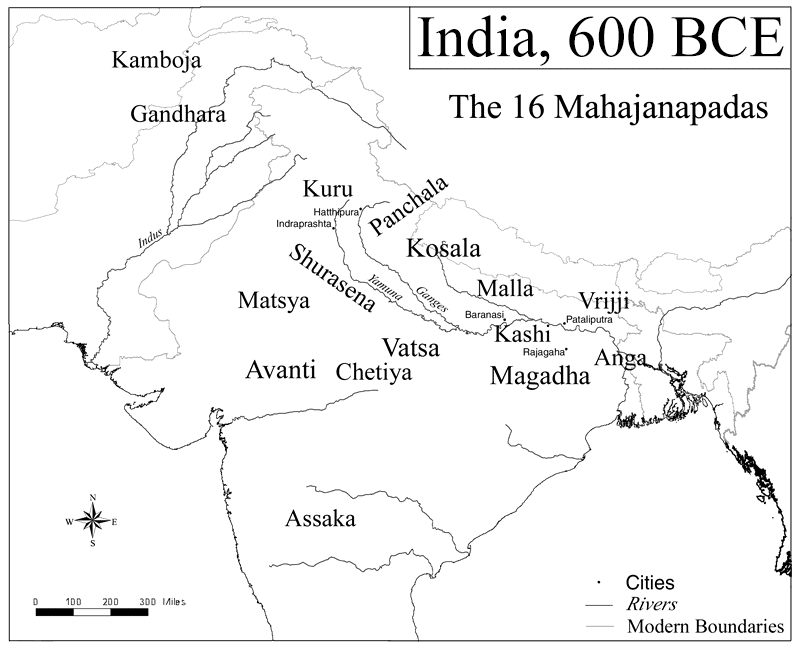
Магаджанапади

Малла — назва давньоіндійської держави та племені, що його населяло.

## Історія
Відповідно до буддійських джерел у VI столітті Малла була однією з 16 Магаджанапад. То була невелика за площею держава, що розташовувалась на північ від Маґадги. Територія Малли розділялась на дві частини річкою Какуттга. Столицями тих двох частин царства були Кушаваті чи Кушинара (сучасне місто Касія близько Горакхпура) й Пава (сучасне місто Пандрауна, розташоване за 20 км від Касії).
Кушинара й Пава мають велике значення для буддистів і джайнів: там провели свої останні дні Сіддгартха Ґаутама та Магавіра. За часів Будди малли були сильним племенем, що часто згадувалось у буддійських і джайнських текстах.
Малла згадується у «Магабгараті» (VI.9.34) як Маллараштра. Відповідно до «Магабгарати» (II.30.3) Бхіма здобув перемогу над царем маллів під час військового походу до Східної Індії. У «Магабгараті» (VI.9.46) малли згадуються поряд з іншими східноіндійськими племенами ангів, вангів і калінгів. У «Ману-Смріті» малли згадуються як кшатрійське плем'я. Там йдеться про те, що малли були мужніми та войовничими. Первинно держава Малла була монархією, але згодом стала республікою. Невдовзі після смерті Будди держава Малла втратила свою незалежність і стала частиною імперії Магадха.